# カメイオート
カメイオート株式会社は、仙台市を拠点に東北6県で自動車ディーラーを展開するカメイ傘下の自動車販売会社である。
「ボルボ・カーズ」、「ジャガー」、「フォード」という、いずれも2000年代末までフォード社（アメリカ合衆国）傘下であった3ブランドを取り扱っている。日本でのこれら3ブランドのビジネスはフォード系の日本法人であるPAGインポート社（現・ボルボ・カー・ジャパン）により統括されていた

## 歴史
1936年、現在のカメイの前身である石油・雑貨商（宮城県塩竈）が、フォード自動車（当時）特約店だった「奥羽自動車販売」（1929年設立、仙台市）を取得、「亀井商店仙台支店自動車部」（仙台市茂市ヶ坂）を設立したのが始まりである。
1975年には帝人ボルボ（当時）、1988年にはジャガージャパン（当時）の代理店となった。
1989年1月、従来の株式会社カメイ外車部から会社組織「カメイオート」として独立、東北地方各地に支店を拡大しながら現在に至っている。

## 店舗
ボルボ・カーズ
仙台、郡山、盛岡、山形
フォードカメイ　（仙台市）
ジャガー・ランドローバー
仙台、郡山、盛岡
過去の店舗
横浜市都筑区...ジャガー・ランドローバー横浜港北
2018年12月にて、名古屋市の中古車メガディーラー「ネクステージ」へ譲渡。